# سونی، نارا
سونی، نارا (به لاتین: Soni, Nara) یک منطقهٔ مسکونی در ژاپن است که در Uda District واقع شده‌است. سونی ۲٬۲۳۰ نفر جمعیت دارد.